# DirectX
Microsoft DirectX là một tập hợp các giao diện lập trình ứng dụng (API) để xử lý các nhiệm vụ liên quan đến đa phương tiện, đặc biệt là chương trình trò chơi và video trên nền tảng của Microsoft. Ban đầu, tên của những API này tất cả đều bắt đầu với Direct, chẳng hạn như Direct3D, DirectDraw, DirectMusic, DirectPlay, DirectSound, và vân vân. Tên gọi DirectX được đặt ra làm thuật ngữ vắn tắt cho tất cả các API (chữ X thay cho các tên API cụ thể) và nhanh chóng trở thành tên của tập hợp này. Khi Microsoft sau đó đặt ra để phát triển một game console, X được sử dụng như là cơ sở của tên Xbox để ám chỉ rằng giao diện điều khiển của nó dựa trên công nghệ DirectX. Chữ X ban đầu đã được tiến tới trong việc đặt tên các API được thiết kế cho Xbox như XInput và Cross-platform Audio Creation Tool (XACT), trong khi các mẫu DirectX đã được tiếp tục cho Windows API như Direct2D và DirectWrite.
Direct3D (API đồ họa 3D trong DirectX) được sử dụng rộng rãi trong việc phát triển trò chơi điện tử cho Microsoft Windows, Microsoft Xbox, và Microsoft Xbox 360. Direct3D cũng được sử dụng bởi phần mềm ứng dụng khác cho các tác vụ hình dung và đồ họa công việc như kỹ thuật CAD / CAM. Do Direct3D là thành phần công bố công khai rộng rãi nhất của DirectX, người ta thường xem tên gọi "DirectX" và "Direct3D" được sử dụng thay thế cho nhau.
Bộ phát triển phần mềm DirectX (SDK) bao gồm các thư viện thời gian chạy ở dạng nhị phân tái phân phối được, cùng với tài liệu đi kèm và file tiêu đề để sử dụng trong mã hóa. Ban đầu, chỉ có các thời gian chạy được cài đặt cho trò chơi hoặc ngoại lệ bởi người sử dụng. Windows 95 không khởi động với DirectX, nhưng DirectX đã được đưa vào Windows 95 OEM Service Release 2. Windows 98 và Windows NT 4.0 cả hai đều có DirectX, và các phiên bản Windows được phát hành kể từ đó. Microsoft cho phép tải về SDK miễn phí. Trong khi các thời gian chạy (runtime) là độc quyền, phần mềm nguồn đóng, mã nguồn được cung cấp cho hầu hết các mẫu SDK.
Direct3D 9Ex, Direct3D 10, và Direct3D 11 chỉ có sẵn cho Windows Vista và Windows 7 bởi vì mỗi phiên bản mới đã được xây dựng để phụ thuộc vào Windows Display Driver Model mới được giới thiệu cho Windows Vista. Kiến trúc đồ họa Vista/WDDM mới bao gồm một trình quản lý bộ nhớ video mới hỗ trợ ảo hóa phần cứng đồ họa cho nhiều ứng dụng và các dịch vụ như Desktop Window Manager.